# خولة بنت سعيد بن سلطان البوسعيدية
خولة بنت سعيد بن سلطان البوسعيدية سيدة وسياسية من أسرة عمانية حاكمة، توفيت عام (1875).

## نسبها
هي خولة بنت سعيد بن سلطان بن أحمد بن سعيد البوسعيدي، تنحدر من الأسرة البوسعيدية الحاكمة، فأبوها هو سلطان عمان وزنجبار ومؤسس الإمبراطورية العمانية، والدتها عراقية لقبها السيد سعيد بنجم الصباح لجمالها.

## صفاتها ومكانتها عند والدها السيد سعيد بن سلطان
عرفت السيدة خولة بجمالها الذي ورثته عن والدتها نجم الصباح، وكان يقال أن جمالها مذهل، حتى أن من ينظر إليها يفقد صوابه، ويظل محملقا فيها وهو مفتوح الفم والعينين، ويروى أن بعض المواطنين العرب كانوا يرقصون رقصة الرزحة، وهي المعروفة برقصة السيف، في ساحة بيت الساحل (وهو قصر السيد سعيد في مدينة زنجبار)، وعندما رمق أحد الراقصين خولة بنظرة فكأنه صعق، ووضع حد السيف على قدميه دون أن يشعر، وفوجيء الجميع بالدم وقد أغرق قدميه وهو ينزف، وقد اخترق السيف الأرض، فأسرعوا بالشاب يعالجوه، ومن ثم نقلوه إلى بيته.
كانت خولة أحب بنات السيد سعيد، وأقربهن إلى قلبه، وأكثرهن حظوة ومكانة؛ فقد كانت ذكية وماهرة  وذات كفاءة إدارية وضبط لشؤون البيت؛ ولذلك فقد ترك لها أبوها أمور تنظيم بيت الساحل بعد وفاة أمها نجم الصباح، وكانت إذا أرادت إحدى النساء طلبا من السلطان، فهي تعلم علم اليقين أن لا وسيط لها إلا خولة.
كانت خولة مضرب المثل في الحلم وسعة الصدر وحب الخير، وكانت تعامل العاملين في القصر بمنتهى الرقة واللطف، فتصفح عن إهمالهم، وتغفر لهم أخطائهم، بل وتتدخل لتمنع الأذى عنهم.

## علاقتها بأخواتها وزوجات أبيها
كانت علاقة خولة بأخواتها وزوجات أبيها علاقة يغلب عليها الغيرة والحقد وكثرة الإنتقاد؛ بسبب تفضيل والدها السيد سعيد بن سلطان لها، فلاقت منهم الكثير من الأذى اللفظي والجسدي، ولعل من غرائب الطباع أن تكون أشد النساء غيرة من خولة وحقدا عليها هي أختها عائشة، فقد لقيت خولة منها الأمرين، ولكنها ظلت تجاريها بالحلم والصبر، وتسد أذنيها عن قالة السوء التي تأتيها من أختها وتمنع رفيقاتها أن يذكرنها بالسوء.
كانت خولة تتألم من سيرة أختها عائشة  كل الألم، وكانت تستودع أسرارها لأختها الصغيرة سالمة بنت سعيد بن سلطان، وقد كانت الوحيدة التي تأنس بالبوح لها فقالت لها ذات مرة بعد أن بلغ بها الألم مبلغه: «ترى ما السبيل لإرضاء عائشة، لقد عملت معها كل ما أستطيع، واقتسمت معها كل ما يهبني أبي من هدايا، ولكنها لا ترضى، ماذنبي إذا كان أبي يحبني أكثر منكن ويخصني بوده وثقته؟».
وكانت أكبر الغصص لدى هاته النسوة حين يصطحب السيد سعيد بن سلطان ابنته خوله لغرفة الكنوز أو يرسلها إليها وحده؛ حيث الثروات الطائلة التي تتقطع النفوس حسرة لمشاهدتها، فقد كانت ترتسم على وجوههن في هذه المناسبات أبشع صور الحقد والمرارة وكأنهن يحاولن إفتراسها.
وقد بلغ عدم الرضا والحسد مبلغه عندما فاجأ هؤلاء الخصوم الكثيرين ذات يوم بالخبر المفزع بأن السيد سعيد أهدى خولة تاجا بهيا ثمينا جدا إشتراه خصيصا لها من بلاد فارس، كان هذا الإكليل الرائع يتكون من نخلات ذهبية كثيرة مرصعة بالماس بكثرة، واحدة كبيرة في الوسط ثم تتدرج في الحجم فتصبح في النهاية أصغر وأصغر، وكان شكله لا يسمح ان تلبسه خولة مع غطاء الرأس المستخدم آنذاك، ولكنه كان اقرب إلى الكنز الثمين لأيام الحاجة، ومع حب الشرقية للحلي يدرك المرء أن إهداء مثل هذه القطعة الفاخرة زاد من عدد اعداء خولة ووصل الأمر لمعاداة أبيها.
وأما عن موقف خولة من هذه الغيرة فقد بقيت دائما على نفس لطافتها وتسامحها مع الجميع ولم يخطر ببالها أبدا أن تثأر أو تنتقم وكانت دائما ما تقول لأختها سالمة: «إذا كان أبي راضيا عني، فيجب أن يكون هذا كافيا».
وهكذا كانت علاقة خولة باختها سالمة بالغة العمق لا سيما عندما انتقلت خولة من بيت الساحل بعد وفاة أبيها للعيش في بيت المتوني، فقد كانت الأختان معا على الدوام، يتبادلن الأحاديث حتى ساعات متأخرة من الليل ـ ويتشاركان الطعام وقد تكدرت هذه الصداقة بعد تصالح سالمة مع اخيها ماجد ولكن سرعان ما عادت الأمور لما كانت عليه وبقى حبهما طيلة حياتهما، حتى أن خولة كانت تريد أن تتبنى أحد أبناء سالمة بعد وفاة زوج الأخيرة ولكن سالمة لم تستطع أن تستجيب لذلك؛ لأنه لا يتناسب مع قناعاتها.

## دور خولة السياسي
حين مات والدها السيد سعيد بن سلطان، انحازت للسيد برغش الذي كان ينافس أخاه السيد ماجد لحكم زنجباروبذلت كل ما في وسعها للإطاحة به، وفعلت كل ما تستطيع لمساعدة السيد برغش في معركة «ميشو»، وكانت هي التي تولت تربية السيد عبد العزيز بعد وفاة والدته، وقد كانت تربيتها له من الأسباب التي جعلته يعارض السيد ماجد.[8]

## وفاتها
توفيت خولة عام 1875 في حادث تسمم، قيل أنه متعمد.[9]